# Melikan (Rongkop)
Melikan is een bestuurslaag in het regentschap Gunung Kidul van de provincie Jogjakarta, Indonesië. Melikan telt 3365 inwoners (volkstelling 2010).